# Psychotria arirambana
Psychotria arirambana är en måreväxtart som beskrevs av Paul Carpenter Standley. Psychotria arirambana ingår i släktet Psychotria och familjen måreväxter. Inga underarter finns listade i Catalogue of Life.